# Harknessia eucalypti
Harknessia eucalypti är en svampart som beskrevs av Cooke 1881. Harknessia eucalypti ingår i släktet Harknessia, ordningen Diaporthales, klassen Sordariomycetes, divisionen sporsäcksvampar och riket svampar.   Inga underarter finns listade i Catalogue of Life.